# Oliver Stokowski
Oliver Stokowski (Kassel, 8 agosto 1962) è un attore tedesco.
Ha preso parte ad oltre 80 film, in gran parte televisivi. Al cinema è noto soprattutto per il suo ruolo nel film Storia di una ladra di libri del 2013 con Geoffrey Rush e Emily Watson.

## Filmografia

### Cinema
- Tiger, Löwe, Panther, regia di Dominik Graf (1989)
- Schatten der Wüste, regia di Jürgen Bretzinger (1989)
- Schattenboxer, regia di Lars Becker (1992)
- Japaner sind die besseren Liebhaber, regia di Philipp Weinges (1995)
- Peccato che sia maschio (Echte Kerle), regia di Rolf Silber (1996)
- St. Pauli Nacht, regia di Sönke Wortmann (1999)
- U-571, regia di Jonathan Mostow (2000)
- The Experiment - Cercasi cavie umane (Das Experiment), regia di Oliver Hirschbiegel (2001)
- Hildes Reise, regia di Christof Vorster (2004)
- Schneeland, regia di Hans W. Geißendörfer (2005)
- Le galline selvatiche e l'amore (Die Wilden Hühner und die Liebe), regia di Vivian Naefe (2007)
- Friedliche Zeiten, regia di Neele Leana Vollmar (2008)
- Max Manus, regia di Joachim Rønning e Espen Sandberg (2008)
- Das letzte Schweigen, regia di Baran bo Odar (2010)
- Storia di una ladra di libri (The Book Thief), regia di Brian Percival (2013)
- Sex & Crime, regia di Paul Florian Müller (2016)
- Short Term Memory Loss, regia di Andreas Arnstedt (2016)
- Vollmond, regia di Andreas Arnstedt (2017)
- Himbeeren mit Senf, regia di Ruth Olshan (2021)

### Televisione
- L'ispettore Derrick – serie TV, episodio 14x06 (1987)
- Faber l'investigatore (Der Fahnder) – serie TV, episodio 3x05 (1990)
- Balko – serie TV, episodio 2x13 (1997)
- Il commissario Zorn (Der Ermittler) – serie TV, 29 episodi (2001-2005)
- Das Duo – serie TV, episodio 1x13 (2006)
- Polizeiruf 110 – serie TV, 8 episodi (1994-2008)
- Stubbe - Von Fall zu Fall – serie TV, episodio 3x12 (2009)
- Der Schwarzwaldhof – serie TV, episodi 1x01-1x02 (2008-2009)
- Einsatz in Hamburg – serie TV, episodio 1x12 (2009)
- Nachtschicht – serie TV, episodio 1x07 (2009)
- Ein starkes Team – serie TV, episodio 1x46 (2010)
- 14º Distretto (Großstadtrevier) – serie TV, episodio 24x14 (2011)
- Flemming – serie TV, episodio 2x02 (2011)
- Kommissar Stolberg – serie TV, episodi 6x01-10x01 (2009-2012)
- Danni Lowinski – serie TV, episodio 3x12 (2012)
- Kommissarin Lucas – serie TV, episodio 1x17 (2012)
- Frühling – serie TV, episodio 2x01 (2013)
- Crossing Lines – serie TV, episodio 1x04 (2013)
- Ultima traccia: Berlino (Letzte Spur Berlin) – serie TV, episodio 2x11 (2013)
- Soko 5113 – serie TV, episodio 39x10 (2013)
- Heiter bis tödlich - Hauptstadtrevier – serie TV, episodio 2x05 (2014)
- Last Cop - L'ultimo sbirro (Der letzte Bulle) – serie TV, 4 episodi (2012-2014)
- Squadra Speciale Vienna (SOKO Donau) – serie TV, episodio 10x01 (2014)
- Helen Dorn – serie TV, episodio 1x04 (2015)
- Der Bergdoktor – serie TV, episodio 9x04 (2016)
- Squadra speciale Lipsia (SOKO Leipzig) – serie TV, episodi 12x03-17x05 (2011-2016)
- Il commissario Lanz (Die Chefin) – serie TV, episodi 2x04-4x01-7x01 (2013-2016)
- Dr. Klein – serie TV, episodi 3x08-3x09 (2016)
- Un caso per due (Ein Fall für zwei) – serie TV, episodi 32x04-37x01 (2012-2017)
- Squadra Speciale Stoccarda (SOKO Stuttgart) – serie TV, episodio 9x10 (2017)
- Spreewaldkrimi – serie TV, episodio 1x11 (2018)
- Tatort – serie TV, 7 episodi (2000-2019)
- Nord Nord Mord – serie TV, episodio 2x11 (2020)
- Il commissario Köster (Der Alte) – serie TV, episodi 20x06-30x03-49x04 (1996–2020)
- Vienna Blood – serie TV, 4 episodi (2019-2021)
- Der Bozen-Krimi – serie TV, episodio 1x18 (2023)